# حسين ناظم باشا (صحفي في الدولة العثمانية)

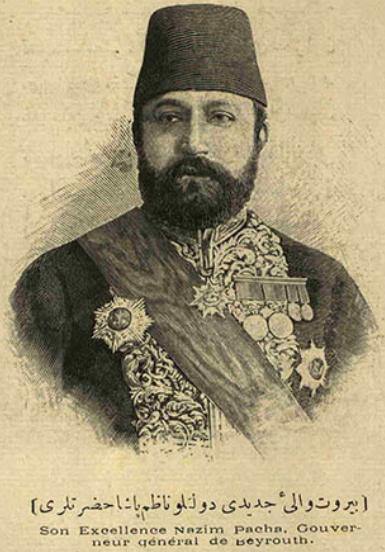
ناظم باشا والي ولاية بيروت

حسين ناظم باشا (من مواليد 1854، إسطنبول - توفي 1927، إسطنبول) كان رجل دولة عثمانيًا شغل مناصب حاكمة في الفترات الأخيرة من الإمبراطورية العثمانية. وكان أيضًا مؤلفًا وصحفيًا.
كتب مقالات أدبية لفترة طويلة في الصحف انظر إليه و مترجم الحقيقة ‏ ووثيقة التقويم. شغل منصب محافظ بيوغلو والعديد من المحافظات الأخرى.

## النشأة
ولد في اسطنبول عام 1854. وكان والده تحسين أفندي، الذي كان من سلالة باتومي، أحد موظفي السجل المدني في وزارة الحربية.
درس في مدرسة بيازيد الثانوية وتلقى دروسًا في مسجد بيازيد الثاني. انتقل إلى قبرص بسبب نفي والده. وتعلم الفارسية هناك. عند عودته إلى اسطنبول درس اللغة الفرنسية والجبر والهندسة والفلسفة والتاريخ والجغرافيا في مهر الكلام.
في عام 1872، عندما كان عمره 19 عامًا، التحق بمكتب تحرير إكنبية. وبعد عام ارسل إلى باريس لدراسة القانون. عاد إلى إسطنبول بعد أن إستدعي الطلاب من أوروبا إلى الدولة العثمانية وأصبح كاتبًا في مكتب تحرير إكنبية مرة أخرى. وبعد فترة استقال من هذا المنصب ليعمل صحفيًّا.
وفي عام 1877، عين مدرسًا للغة التركية في مدرسة غلطة الثانوية، ثم كاتبًا في الهلال الأحمر التركي وكوميسيون محسوس. وفي نهاية عام 1889، عين واليًا على بيوغلو، وفي عام 1890 وزيرًا للحرب. حصل على رتبة وزير عام 1894. ولأسباب صحية، فصل من وزارة الحربية عام 1896. وبعد أربعة أشهر عين محافظًا لبيروت وسوريا. وفي عام 1906 عين نائبًا لوالي جزر البحر السفيد. وبعد فترة عين واليا على أيدين وأدرنة. حصل على أوسمية عثمانية، ولياقات، ومجيدية، وسكك حديد الحجاز.
ناظم باشا، الذي توفي في اسطنبول عام 1927، ودفن في مقبرة كاراجاأحمد.

## الحياة الأدبية
بالإضافة إلى كونه رجل دولة، كان حسين ناظم باشا شاعرًا وكاتبًا ومترجمًا. كتب لفترة طويلة في صحف الاتحاد ومترجم الحقيقة ووثيقة التقويم. وأصدر صحيفة تسمى ملخص أفكار. له مسرحيتان تاريخيتان بعنوان محاكم التفتيش ولغز الأندلس، وثلاث مسرحيات باسم أليكسافيتش وسوخومي وهجرة.